# 赫馬森彗星
還有另一顆長週期彗星的名字也是赫馬森：C/1960 M1（a.k.a. 1959 X，1960e）。
赫馬森彗星，正式指定名稱是C/1961 R1（a.k.a. 1962 VIII和1961e），是米爾頓·赫馬森在1961年9月1日發現的一顆非週期彗星。它的近日點遠在火星軌道之外，是2.133天文單位。它的週期是2,940年，估計核的直徑約14公里。
它是一顆比普通彗星活躍的'大彗星'，絕對星等H是 +1.5，比新彗星的平均亮度高約100倍。它曾經有異常分裂和湍流出現；它的尾巴也不尋常，光譜出現強烈的CO+譜線。之前只在摩豪斯彗星（C/1908 R1）明確地觀察到。